# Panzeria ruficauda
Panzeria ruficauda là một loài ruồi trong họ Tachinidae.